# Толбот, Гилберт, 7-й граф Шрусбери
Гилберт Тэлбот, 7-й граф Шрусбери, 7-й граф Уотерфорд (англ. Gilbert Talbot, 7th Earl of Shrewsbury, 7th Earl of Waterford; 20 ноября 1552 — 8 мая 1616) — английский аристократ, пэр и политик.

## Биография

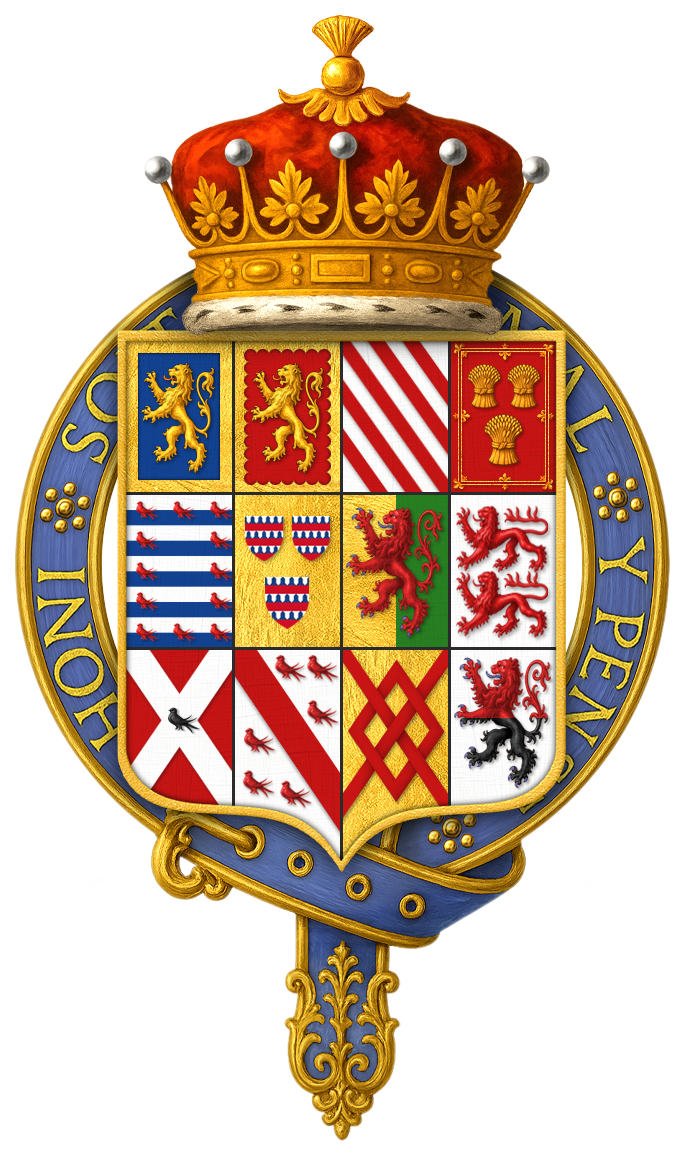
Герб сэра Гилберта Толбота, 7-го графа Шрусбери

Родился 22 ноября 1552 года. Второй сын Джорджа Толбота, 6-го графа Шрусбери (1528—1590), от первого брака с Гертрудой Маннерс, дочерью Томаса Маннерса, 1-го графа Ратленда.
В 1568 году Гилберт Толбот женился на Мэри Кавендиш (1556—1632), дочери придворного, сэра Уильяма Кавендиша (1505—1557). Матерью Мэри была Бесс из Хардвика (1527—1608), которая в 1567 году стала второй женой Джорджа Толбота, 6-го графа Шрусбери. Когда Бесс и её муж поссорились, Гилберт встал на сторону жены и тёщи против собственного отца.
У Гилберта и Мэри было пять детей:
- Джордж Толбот (10 февраля 1574/1575 — 11 августа 1577)
- Мэри Толбот[англ.] (ок. 1580 — март 1649), жена Уильяма Герберта, 3-го графа Пембурка
- Элизабет Толбот[англ.] (ок. 1582 — 7 декабря 1651), жена Генри Грея, 8-го графа Кента
- Джон Толбот (2 июля 1583—1583)
- Алетея Толбот (1585 — 24 мая/3 июня 1654), жена Томаса Говарда, 21-го графа Арундела.

В 1572 и 1583 годах Гилберт Толбот избирался депутатом Палаты общин от Дербишира. В 1589 году он был вызван в парламент в качестве барона Толбота. В 1590 году после смерти своего отца Гилберт Толбот унаследовал титулы 7-го графа Шрусбери, 7-го графа Уотерфорда, 13-го барона Толбота, 12-го барона Фёрниволла и 16-го барона Стрейнджа из Блэкмера, а также 7-го почетного лорда верховного стюарда Ирландии.
С 1590 по 1616 год граф Шрусбери занимал должность лорда-лейтенанта графства Дербишир. В 1592 году Гилберт Толбот был награждён Орденом Подвязки. В 1601 году Гилберт Толбот стал членом Тайного совета. Граф Шрусбери враждовал со своим бывшим другом, Джоном Стэнхоупом, 1-м бароном Стэнхоупом, который получил должность графа-маршала Англии, на которую претендовал сам Толбот. Сводный брат Гилберта, Чарльз Кавендиш, вызвал Стэнхоупа на дуэль, которая так и не состоялась. Королева Елизавета Тюдор была недовольна и приняла сторону Джона Стэнхоупа. Затем Гилберт вызывал на дуэль своего младшего брата Эдварда Толбота, но последний отказался драться с ним. Гилберт Толбот обвинял младшего брата в том, что он хотел отравить его, но проиграл судебное право против Эдварда.
Граф Шрусбери был покровителем искусств, как и его дочь Алетея, которая стала графиней Арундел в 1606 году. Его вторая дочь, Элизабет, вышла замуж за Генри Грея, 8-го графа Кента. Старшая дочь, Мэри Толбот, вышла замуж за Уильяма Герберта, 3-го графа Пембрука. Гилберт и Мэри Толбот, воспитывая трех дочерей, оказывали поддержку своей племяннице, Арабелле Стюарт. Арабелла Стюарт была кузиной короля Англии Якова I Стюарта и претенденткой на английский королевский престол. После ареста Арабеллы Стюарт, тайно вступившей в брак с Уильямом Сеймуром без согласия короля, Гилберт и Мэри Толботы также не избежали опалы. Мэри Толбот, способствовавшая заключению брака, была заключена в Тауэр, а Гилберт Толбот лишился места в Тайном совете.
Гилберт Толбот, 7-й граф Шрусбери, скончался в Лондоне 8 мая 1616 года в возрасте 63 лет. Из-за отсутствия у него наследников мужского пола, титулы графа Шрусбери и Уотерфорда унаследовал его младший брат, Эдвард Толбот. После смерти Гилберта на титулы барона Толбота, барона Фёрниволла и барона Стрейнджа из Блэкмера стали претендовать три его дочери: Мэри, Элизабет и Алетея. Только в 1651 году Алетея Говард, графиня Арундел, была признана в качестве 14-й баронессы Толбот, 13-й баронессы Фёрниволл и 17-й баронессы Стрейндж из Блэкмера.